# 上岐村 (金門縣)
上岐村是中華民國福建省金門縣烈嶼鄉的一個村，位於烈嶼西南部，北與上林村接壤，東與林湖村相鄰，轄上庫、洋厝、青岐三個聚落，2023年人口3113人。

## 歷史
明隆慶二年（1568年）隸屬同安縣祥鳳里二十都，清道光十六年（1836年）同安縣設馬巷廳，本村隸屬烈嶼保，民國四年（1915年）金門設縣後隸屬第五都烈嶼保，民國四十二年（1952年）設烈嶼鄉，將上庫、楊厝、青岐三個居民點劃設上岐村，取上庫、青岐各一字命名。